# Il treno rosso
Il treno rosso è un documentario sui temi di immigrazione e lavoro  realizzato nel 1972 da Peter Ammann, docente di psicologia presso l'International School of Analytical Psychology di Zurigo, esperto di etnologia e regista.

## Trama
Il documentario tratta dei lavoratori italiani emigrati in Svizzera che tornano in Italia, principalmente del mezzogiorno, con treni speciali, per esercitare il loro diritto di voto alle elezioni. Collage musicale riccamente intessuto di contrasti visivi, il film ha un inizio semplice: la partenza del treno "rosso", soprannominato così perché molti passeggeri votano per il Partito comunista, dalla stazione centrale di Zurigo.
Il lungometraggio cerca di mostrare gli effetti disumanizzanti del capitalismo svizzero degli anni 1970.

## Distribuzione
Il film è stato proiettato in varie manifestazioni a New York, Venezia, al Festival dei Popoli di Firenze, al Festival itinérant de cinémas et migrations a Renens (Svizzera).